# 전주호성중학교
전주호성중학교(全州湖城中學校)는 대한민국 전북특별자치도 전주시 덕진구 호성동1가에 있는 공립 중학교이다.

## 학교 연혁
- 1993년 4월 3일 : 전주호성중학교 설립 인가(24학급)
- 1997년 1월 1일 : 초대 송병관 교장 취임
- 1997년 3월 3일 : 개교 및 제1회 입학식(7학급 278명)
- 2017년 12월 27일 : 다목적 시청각실 준공(증개축 150석)
- 2024년 2월 7일 : 제25회 졸업식(졸업생 133명, 총 4,908명)
- 2024년 3월 1일 : 제11대 최돈호 교장 취임
- 2024년 3월 4일 : 입학(5학급 134명)

## 참고 자료
- 전주호성중학교 - 한국교육학술정보원 학교알리미